# Justin Herbert
Justin Herbert (Eugene, 10 marzo 1998) è un giocatore di football americano statunitense che milita nel ruolo di quarterback per i Los Angeles Chargers della National Football League (NFL). Nel 2020 è stato premiato come rookie offensivo dell'anno.

## Carriera universitaria
Herbert giocò a football con gli Oregon Ducks dal 2016 al 2019. Nel 2018 i suoi 31 touchdown totali furono il secondo risultato della Pac-12 Conference dietro solo a Gardner Minshew di Washington State. Nella ultima stagione guidò la squadra a un record di 12-2 e passò 3.471 yard, 32 touchdown e subì 5 intercetti, venendo premiato come miglior giocatore offensivo del Rose Bowl e come MVP del Senior Bowl.

## Carriera professionistica

### Stagione 2020
Herbert fu scelto come sesto assoluto dai Los Angeles Chargers nel Draft NFL 2020. Fu il terzo quarterback chiamato dietro a Joe Burrow e Tua Tagovailoa. Nella prima partita fu il veterano Tyrod Taylor a partire come titolare ma dopo che questi si infortunò Herbert fu schierato come partente nella gara del secondo turno contro i Kansas City Chiefs campioni in carica. La sua partita si chiuse con 311 yard passate, un touchdown passato, uno segnato su corsa e un intercetto nella sconfitta ai tempi supplementari. Fu il primo quarterback dal 1954 a passare un touchdown e a segnarne uno su corsa nel primo tempo della gara di debutto e per la sua prestazione fu premiato come miglior rookie della settimana. Nel turno successivo passò per 330 yard ma i Chargers furono sconfitti dai Carolina Panthers. Nella settimana 5 Herbert divenne il primo rookie della storia a passare 4 touchdown nel Monday Night Football nella sconfitta ai tempi supplementari contro i New Orleans Saints. La prima vittoria giunse nella settimana 7 sui Jacksonville Jaguars in cui passò 347 yard e 3 touchdown e guidò anche la squadra con 66 yard corse. Alla fine di ottobre fu premiato come rookie offensivo del mese in cui passò 12 touchdown, ne segnò uno su corsa e subì un solo intercetto.
La seconda vittoria per Herbert giunse nell'11º turno contro i New York Jets passando un nuovo massimo stagionale di 366 yard e 3 touchdown, venendo premiato come quarterback della settimana e per settima volta come rookie della settimana. A novembre fu ancora premiato come rookie offensivo del mese in cui ebbe una media di 294,6 yard passate a partita, 11 touchdown e 4 intercetti.
Nel penultimo turno, Herbert superò il record NFL per un rookie stabilito da Baker Mayfield con il suo 28º passaggio da touchdown stagionale nella vittoria sui Denver Broncos. La sua annata si chiuse con 4.336 yard, passate, 31 touchdown e 10 intercetti, venendo nominato rookie offensivo dell'anno.

### Stagione 2021
Nel terzo turno della stagione 2021 Herbert fu premiato come quarterback della settimana dopo avere passato 281 yard e 4 touchdown nella vittoria sui Kansas City Chiefs. Lo stesso riconoscimento lo ricevette due settimane dopo grazie a 398 yard passate e 4 touchdown nella vittoria per 47-42 sui Cleveland Browns. Nel nono turno fu premiato come giocatore offensivo della AFC della settimana dopo 356 yard passate, 2 touchdown passati e uno segnato su corsa nella vittoria dei Chargers sui Philadelphia Eagles. Fu di nuovo premiato come giocatore della settimana nel 13º turno grazie a 317 yard passate e 3 touchdown nella vittoria per 41-22 sui Cincinnati Bengals. Sette giorni divenne il primo giocatore a passare 30 touchdown in ognuna delle sue prime due stagioni. e stabilì anche il record per il maggior numero di passaggi completati nelle prime due stagioni. Il precedente primato di 724 era detenuto da Kyler Murray. A fine stagione fu convocato per il suo primo Pro Bowl (di cui fu votato MVP offensivo) dopo essersi classificato secondo nella NFL con 5.014 yard passate e terzo con 38 touchdown.

### Stagione 2022
Herbert aprì la stagione con 279 yard passate e 3 touchdown nella vittoria sui rivali di division di Las Vegas. Nella settimana 4, nella vittoria sugli Houston Texans pareggiò il record di Andrew Luck con la 19ª partita da oltre 300 yard passate nelle prime tre stagioni. Nella vittoria del 14º turno sui Miami Dolphins superò il record di Luck per il maggior numero di yard passate nelle prime tre stagioni in carriera. Chiuse la stagione regolare al secondo posto della NFL per yard passate (4.739), con 25 touchdown.
Nel primo turno di playoff i Chargers sprecarono un vantaggio di 27-0 contro i Jacksonville Jaguars, andando a perdere per 31-30. Herbert concluse il suo debutto nella post-season con 273 yard passate e un touchdown.

### Stagione 2023
Il 25 luglio 2023 Herbert firmò con i Chargers un rinnovo quinquennale del valore di 262,5 milioni di dollari che lo rese in quel momento il giocatore più pagato della lega. La prima vittoria giunse nel terzo turno contro i Minnesota Vikings, in cui completò 40 passaggi su 47 per 405 yard, con 3 touchdown e nessun intercetto. Nel decimo turno passò 323 yard, 4 touchdown e un intercetto con un passer rating di 114,9, guidando i Chargers a segnare 38 punti, venendo tuttavia sconfitti. In questa partita superò Peyton Manning e Dan Marino per il maggior numero di yard passate nelle prime quattro stagioni in carriera. Nella gara del quattordicesimo turno, la sconfitta 10-24 contro i Denver Broncos, Herbert nel secondo quarto di gioco, dopo aver completato 9 lanci su 17 per 96 yard senza nessun touchdown ed un intercetto, lasciò la gara a causa di una frattura all'indice della mano destra, quella usata per lanciare,  infortunio che richiese un intervento chirurgico e che lo costrinse a terminare anticipatamente la stagione.

### Stagione 2024
Con un nuovo allenatore, Jim Harbaugh, Herbert e i Chargers vinsero le prime due partite della stagione 2024 mentre nella terza il quarterback fu costretto a lasciare la partita con gli Steelers per un infortunio alla caviglia. Herbert iniziò la stagione con passer rating di oltre 90.0 in tutte le prime nove gare, la più lunga striscia da inizio stagione nella NFL dal 2018. Nel nono turno contro i Tennessee Titans superò il record NFL di David Carr per il maggior numero di passaggi completati nelle prime cinque stagioni in carriera. Nel penultimo turno passó 281 yard e 3 touchdown nella vittoria sui New England Patriots che qualificó i Chargers ai playoff. A fine anno si classificò nono nel premio di MVP della NFL.
Dopo avere subito solo tre intercetti per in tutta la stagione regolare, Herbert ne lanciò quattro nel primo turno di playoff e i Chargers furono eliminati dagli Houston Texans.

## Palmarès
- Convocazioni al Pro Bowl: 1

2021
- MVP del Pro Bowl: 1

2021
- Rookie offensivo dell'anno - 2020
- Giocatore offensivo della AFC della settimana: 3

9ª, 13ª e 14ª del 2021
- Quarterback della settimana: 7

11ª del 2020, 3ª, 5ª e 9ª, 11ª, 13ª e 14ª del 2021
- Rookie offensivo del mese: 2

ottobre e novembre 2020
- Rookie della settimana: 9

2ª, 4ª, 5ª, 7ª, 8ª, 9ª, 11ª, 15ª e 17ª del 2020
- PFWA All-Rookie Team - 2020

## Statistiche

### Stagione regolare
| 2020   | LAC    | 15 | 15 | 396   | 595   | 66,6 | 4.336  | 7,3 | 31  | 10 | 98,3 | 55  | 234 | 4,3 | 5  | 32  | 218 | 8  | 1 | 6-9-0   |
| 2021   | LAC    | 17 | 17 | 443   | 672   | 65,9 | 5.014  | 7,5 | 38  | 15 | 97,7 | 63  | 302 | 4,8 | 3  | 31  | 214 | 1  | 1 | 9-8-0   |
| 2022   | LAC    | 17 | 17 | 477   | 699   | 68,2 | 4.739  | 6,8 | 25  | 10 | 93,2 | 54  | 147 | 2,7 | 0  | 38  | 206 | 8  | 3 | 10-7-0  |
| 2023   | LAC    | 13 | 13 | 297   | 456   | 65,1 | 3.134  | 6,9 | 20  | 7  | 93,2 | 52  | 228 | 4,4 | 3  | 29  | 233 | 4  | 1 | 5-8-0   |
| Totale | Totale | 62 | 62 | 1.613 | 2.422 | 66,6 | 17.223 | 7,1 | 114 | 42 | 95,7 | 224 | 911 | 4,1 | 11 | 130 | 871 | 21 | 6 | 30-32-0 |

### Play-off
| 2022   | LAC    | 1 | 1 | 25 | 43 | 58,1 | 273 | 6,3 | 1 | 0 | 84,7 | 3 | 12 | 4,0 | 0 | 3 | 20 | 0 | 0 | 0-1 |
| Totale | Totale | 1 | 1 | 25 | 43 | 58,1 | 273 | 6,3 | 1 | 0 | 84,7 | 3 | 12 | 4,0 | 0 | 3 | 20 | 0 | 0 | 0-1 |

Fonte:   Football Database.
In grassetto i record personali in carriera — Statistiche aggiornate alla settimana 14 della stagione 2023